# XRumer
XRumer — программа для массовой рассылки сообщений, работающая в ОС Windows. Предназначена для автоматической рассылки ссылочного спама на сайты (в основном веб-форумы и блоги) в целях чёрного SEO. При размещении спама может обходить методы, используемые для защиты от автоматизированного спама (регистрация учётной записи, CAPTCHA, текстовое подтверждение и e-mail-активация). Также программа использует собственную базу прокси-серверов, что затрудняет её блокировку по IP.
Программа XRumer предназначена для автоматического размещения объявлений и ссылок на:
- форумах phpBB, Invision Power Board, VBulletin, YaBB, Icon Board, UltimateBB и др.;
- гостевых книгах;
- блогах;
- Wiki-сервисах;
- досках объявлений, каталогах ссылок, социальных сетях;
- любых других сайтах (настраивается индивидуально пользователем).

В процессе своей работы программа автоматически находит и заполняет необходимые поля без использования браузера, при необходимости автоматически регистрируется. В процессе работы программа обходит различные виды защиты от автоматической регистрации:
- Защита при помощи пиктокода (тикетов) типа «Введите число, которое видите»;
- Защита при помощи текстового логического вопроса типа «Сколько будет 2+2?» и тому подобных;
- Защита при помощи активации по e-mail;
- Защита при помощи некоторых Java-скриптов;
- reCAPTCHA.